# Jacques Le Bel de Penguilly
Pour les articles homonymes, voir Le Bel.
Jacques le Bel de Penguilly est un résistant breton né le 2 septembre 1919 à Saint-Lormel et mort le 16 octobre 2012 à Saint-Samson-sur-Rance. Il est l’un des rares Français à avoir reçu la US Medal of Freedom. 

## L’entrée dans la résistance en Bretagne

Armes de la famille Le Bel de Penguilly

Issu d’une vieille famille bretonne, Jacques de Penguilly nait à Saint-Lormel le 2 septembre 1919. Son cousin, Jean de Penguilly, hérite du château familial à Penguily et sera déporté pour faits de résistance. 
Jacques de Penguilly fait ses études au collège Saint-Charles de Saint-Brieuc. Il est mobilisé en avril 1940 et fait ses classes à l’école des officiers de réserve de Rambouillet.
Après la démobilisation, il reprend ses études à Rennes et effectue en 1942 des missions de renseignement le long du mur de l’Atlantique, entre Cancale et le Cap Fréhel.
Fin 1942, il traverse les Pyrénées pour rejoindre la France libre. Il est emprisonné par la police espagnole, puis rejoint l’Algérie en mai 1943 où il reçoit une formation à l’école militaire de Cherchell.

## Les jedburghs et la guerre subversive en Corrèze
En novembre 1943, le Colonel Passy le choisit pour rejoindre le BCRA. Il est envoyé en Angleterre sous le nom de code « Lussac et Leb ».
Ayant manifesté un vif intérêt pour la guerre subversive et clandestine plutôt que pour les actions militaires conventionnelles, il est alors affecté dans les Jedburghs.
Il va faire partie des 279 Jedburghs parachutés en France en 1944 pour aider clandestinement les maquis à libérer leur territoire.
Comme tous les Jedburghs, son équipe est formée de trois parachutistes issus du BCRA, des SAS anglais et des OSS américains. Son équipe « James » est parachutée en Corrèze en août 1944, sous le nom de code Michigan. Leur mission est d’empêcher les Allemands de se replier de Bordeaux vers Clermont-Ferrand. Il participe notamment aux combats à Egletons, puis à la libération de Brive-la-Gaillarde le 15 août 1944, considérée souvent comme la première ville libérée uniquement par les Français.

## Missions de renseignement pour le BCRA dans le réduit tyrolien
Jacques de Penguilly est envoyé ensuite en Suisse puis en Italie pour des missions de renseignement. Il traverse les montagnes clandestinement avec sa mitraillette cachée dans un sac de pommes de terre.  
Entre décembre 1944 et mai 1945, il pénètre 400 kilomètres en arrière des lignes ennemies jusqu’au « réduit tyrolien », dernier bastion de la résistance de l’armée allemande. 
Il est fait prisonnier par la Gestapo à Cortina d’Ampezzo, avec le commandant Demichel. Les deux hommes réussissent à convaincre les Allemands de se rendre, quelques jours avant l’arrivée de la 88e division américaine.

## La libération de Léon Blum
En mai 1945, il atteint la petite ville de Niederdorf (Villabassa en italien) où Léon Blum et sa femme sont emprisonnés avec d'autres personnalités. Il est le premier français à annoncer à l’ancien président du Front populaire sa libération. Léon Blum l’aurait embrassé pour marquer cet instant.